# Международный день действий против ядерных испытаний
Международный день действий против ядерных испытаний отмечается 29 августа. Он был учрежден 2 декабря 2009 года на 64-й сессии Генеральной Ассамблеи ООН, резолюцией 64/35, которая была принята единогласно. 
В этой резолюции содержится призыв к повышению осведомленности "О последствиях испытательных взрывов ядерного оружия или любых других ядерных взрывов и необходимости их прекращения как одного из средств достижения мира, свободного от ядерного оружия".  Эта резолюция была инициирована Казахстаном, в честь закрытия Семипалатинского ядерного полигона 29 августа 1991 года, а соавторами резолюции стали 26 государств, в том числе Армения, Белоруссия, Таджикистан и Туркмения. После учреждения Международного дня против ядерных испытаний, в мае 2010 года все государства-участники Договора о нераспространении ядерного оружия взяли на себя обязательство «добиться мира и безопасности в мире без ядерного оружия». 
Международный день действий против ядерных испытаний призван более активно просвещать и информировать людей о последствиях испытательных взрывов ядерного оружия и любых других ядерных взрывов и необходимости их прекращения.  
В резолюции Генеральной Ассамблеи ООН отмечается, что "необходимо прилагать все усилия для того, чтобы положить конец ядерным испытаниям и тем самым предотвратить опустошительные и пагубные последствия для жизни и здоровья людей и окружающей среды…полное прекращение ядерных испытаний является одним из ключевых средств достижения цели построения мира, свободного от ядерного оружия". С 2010 года, ежегодно этот день отмечается проведением во всем мире различных согласованных мероприятий, включая симпозиумы, конференции, выставки, конкурсы, публикации, лекции в академических институтах, информационные передачи и др. 

## Конференции
15 сентября 2014 г. Посольство Казахстана в США совместно с Ассоциацией по контролю над вооружениями, Green Cross International, Посольством Канады и проектом ATOM провели конференцию «Испытания ядерного оружия: история, прогресс, проблемы» Международный день Организации Объединенных Наций против ядерных испытаний. Конференция проходила в Институте мира США в Вашингтоне, округ Колумбия.  Эта конференция была посвящена проблеме испытаний ядерного оружия и пути к Договору о всеобъемлющем запрещении ядерных испытаний .  Основными докладчиками были министр энергетики США Эрнест Дж. Мониз, заместитель государственного секретаря США по контролю над вооружениями и международной безопасности Роуз Э. Готтемюллер, заместитель министра энергетики США и администратор NNSA Фрэнк Дж. Клотц, а также исполнительный секретарь ОДВЗИТЕ Лассин Зербы.  Участники конференции подчеркнули свою приверженность нераспространению ядерного оружия. 

## Внешние ссылки
- Текст резолюции ООН 64/35